# Oberwil-Lieli
Oberwil-Lieli is een gemeente en plaats in het Zwitserse kanton Aargau en maakt deel uit van het district Bremgarten.
Oberwil-Lieli telt 2.189 inwoners.